# Sheeth (profeet)
Sheeth, Şit of Sis wordt in de islam gezien als de tweede profeet die God naar de wereld zond. Hij is de zoon van Adam, die als de eerste profeet wordt gezien. Zijn naam betekent in het Arabisch 'Gods geschenk'. In het jodendom en christendom is Sheeth bekend als Seth.
Er wordt gesteld dat Sheeth zo'n 5 of 30 jaar later geboren werd nadat Kabiel zijn broer Habiel had vermoord. God zou Sheeth aan Adam en Hawwā hebben geschonken voor de dood van hun zoon Habiel. Sheeth zou het teken van profetie van zijn vader Adam hebben overgenomen. Vlak voordat Adam stierf, zou hij Sheeth als zijn khalifa (vertegenwoordiger) over zijn zonen hebben gesteld en zou hij na de dood van zijn vader van God een openbaring hebben ontvangen. Deze waren onder andere wijsheid en de basisprincipes van rekenen, chemie, alchemie en een aantal kunsten. Zoals zijn vader verkondigde Sheeth de boodschap van het geloof in één God. Verder zou hij 1000 steden hebben gebouwd en daar de grenzen van hebben bepaald. Zijn kinderen en kleinkinderen zouden daar eeuwenlang gelukkig en in vrede hebben geleefd. Sheeth ging van Damascus naar Jemen en preekte daar bij de nakomelingen van Kaïn, waar hij werd afgewezen. Hij streed tegen hen en gebruikte daarbij het zwaard. Hiermee is hij de eerste mens die het zwaard heeft gebruikt.
Voordat Sheeth stierf wees hij zoon Anush als zijn khalifa op aarde. Volgens sterke overleveringen zou Sheeth na zijn overlijden begraven zijn naast zijn vader, meteen naast de minaret van de moskee in Mina. Er zijn overleveringen dat hij 900, 912 of 950 jaar oud zou zijn geworden en zou zijn profeetschap 212, 242 of 282 jaar hebben geduurd.
Uit de Koran is geen informatie over Sheeth te halen omdat er geen aya over hem is neergezonden, net zoals over de meerderheid van de profeten het geval is. 

## Boeken
Abu Zar Gifari overleverde het volgende; "Ik vroeg aan de Profeet: Boodschapper van God, hoeveel boeken heeft God neergezonden? Waarop de Profeet antwoordde: "104 boeken, waarvan Sheeth 50 bladeren heeft ontvangen."

## Legende
Volgens een legende zou Adam, net voordat hij stierf, tegen Sheeth het volgende hebben gezegd; Mijn zoon, het teken op je aangezicht is de profetie van de laatste profeet. Geef deze enkel door aan kuise en schone vrouwen en zeg aan je zoon dat hij dat ook moet doen.